# 다르케르
다르케르는 젤다의 전설 시리즈에 나오는 가공 인물이다.
젤다의 전설 브레스 오브 더 와일드와 젤다무쌍 대재앙의 시대에 등장하였다.

## 특징
외형은 고론족과 같이 덩치가 크며 대검을 주로 사용한다. 신수 바•루다니아를 조종할 수 있다. 젤다의 전설 브레스 오브 더 와일드에서는 재앙 가논이 보낸 불의 커스 가논과 싸우다가 사망하였다. 덩치가 크고 호탕한 말투를 가지고 있지만 의외로 개를 무서워하는 모습도 있다.
링크, 우르보사, 미파, 리발과 함께 영걸로 불린다. 젤다의 전설 브레스 오브 더 와일드에서 링크가 불의 커스 가논을 쓰러트리면 다르케르의 수호를 얻을 수 있다.
영걸들 중 리발과 함께 다른 영걸들에게 약간의 경쟁심을 가지고 있다. 이 점은 다르케르의 대사 중 "다른 영걸들에게 뒤쳐질 순 없으니까."라는 대사에서 찾아볼 수 있다.

## 외형
덩치가 크다. 고론족 중에서도 큰 편이다. 머리색은 하얀 색이고 콧수염과 턱스염도 하얀색이다.

## 작중 행적
젤다의 전설 브레스 오브 더 와일드와 젤다무쌍 대재앙의 시대에서 등장하였다.
젤다의 전설 브레스 오브 더 와일드 DLC 영걸들의 노래에서 젤다가 신수 바•루다니아를 조종해 달라고 부탁하러 왔다. 다르케르는 젤다의 부탁을 흔쾌이 수락하였고 요즘 데스마운틴 근처에도 몬스터가 많아졌다고 걱정한다. 그 때 몬스터 들이 나타나고 다르케르가 몬스터들을 해치운다. 그 후 젤다가 개(또는 강아지)가 공격받고 있었다고 개를 다르케르에게 보여주자 다르케르는 다르케르의 수호를 치며 개를 무서워 했다. 그래서 젤다가 "다르케르한테도 무서운게 있었군요"라고 하였다.

## 다르케르의 일기
다르케르가 쓴 일기이다. 젤다의 전설 브레스 오브 더 와일드의 DLC버전을 플레이하면 볼 수 있다.
초반에는 일기라는 것을 몰랐다고 써져있다.대부분 먹는 얘기 뿐인데 끝날때는 항상 "오늘은 ○○○을 먹을것이다."로 끝난다. 링크에 대한 얘기를 할 때도 바위를 링크가 먹었다는 얘기 정도밖에 없다. 결국 대부분이 먹는 얘기인 것이다.

## 같이 보기
- 젤다의 전설 브레스 오브 더 와일드
- 링크
- 미파 (젤다의 전설)
- 우르보사 (젤다의 전설)
- 리발 (젤다의 전설)
- 바•루다니아
- 고론족